# قلعة الجندي
قلعة الجندي وتعرف أيضاً باسم قلعة سدر وقلعة الباشا هي قلعة تقع في محافظة جنوب سيناء على بعد 70 كم من مدينة رأس سدر. بناها صلاح الدين الأيوبي، وتقع علي تل رأس الجندي الذي يصل ارتفاعه إلي 2150 قدماً فوق سطح البحر، ويرتفع 500 قدم فوق السهل المنبسط المتسع حوله من كل الجهات، والتل له شكل فريد، و موقع حاكم يجعلانه هيئة طبيعية ظاهرة بالعين المجردة من علي بعد عدة كيلومترات ومن يقف فوقه يكشف بالطبع أبعد من هذه المسافة. ويرتبط بناء هذه القلعة بوقائع تاريخية، وقد شيدت هذه القلعة لحماية مسار الحجاج إلى مكة ولمقاومة الهجمات المحتملة من الصليبيين في 1183، وكان بنائها في 1187 وهو المقابل للتاريخ الهجري المنقوش حتي الآن علي باب القلعة.